# Polypedilum aequabe
Polypedilum aequabe är en tvåvingeart som beskrevs av Zhang och Wang 2007. Polypedilum aequabe ingår i släktet Polypedilum och familjen fjädermyggor. Inga underarter finns listade i Catalogue of Life.